# صحت‌آباد
صحت‌آباد روستایی از توابع بخش مرکزی شهرستان اشتهارد در استان البرز ایران است.

## جمعیت
این روستا در دهستان صحت‌آباد قرار دارد و براساس سرشماری مرکز آمار ایران در سال ۱۳۸۵، جمعیت آن ۷۱۹ نفر (۱۸۳خانوار) بوده‌است.

## زبان گفتاری
مردم صحت‌آباد به زبان تاتی سخن می‌گویند.